# Euceros sanguineus
Euceros sanguineus là một loài tò vò trong họ Ichneumonidae.